# Liga de futebol feminino dos Estados Unidos de 2010
A Liga de futebol feminino dos Estados Unidos de 2010, ou Women's Professional Soccer 2010, é a segunda edição da competição e acontece entre 10 de abril e 26 de setembro de 2010 e reuni oito equipes. Sua organização é de responsabilidade da United States Soccer Federation (USSF).

## Formato

### Critérios de desempate
Os critério de desempate serão aplicados na seguinte ordem:
| - Pontos nos confrontos diretos - Saldo de gols nos confrontos diretos - Saldo de gols | - Gols pró (marcados) - Pontos "fora de casa" - Diferença de gols "fora de casa" | - Gols pró (marcados) "fora de casa" - Sorteio |

## Participantes
| Equipe                    | Cidade       | Estado        | Em 2009        | Estádio                 | Capacidade | Títulos        |
| ------------------------- | ------------ | ------------- | -------------- | ----------------------- | ---------- | -------------- |
| Atlanta Beat              | Atlanta      | Geórgia       | Não participou | New KSU Stadium         | 8.300      | 0 (não possui) |
| Boston Breakers           | Boston       | Massachusetts | 5º             | Harvard Stadium         | 30.323     | 0 (não possui) |
| Chicago Red Stars         | Bridgeview   | Illinois      | 6º             | Toyota Park             | 20.000     | 0 (não possui) |
| FC Gold Pride             | Santa Clara  | Califórnia    | 7º             | Pioneer Stadium         | 5.000      | 0 (não possui) |
| Philadelphia Independence | Filadélfia   | Pensilvânia   | Não participou | John A. Farrell Stadium | 7.500      | 0 (não possui) |
| Saint Louis Athletica     | Edwardsville | Illinois      | 3º             | Anheuser-Busch Center   | 6.200      | 0 (não possui) |
| Sky Blue FC               | Piscataway   | Nova Jérsei   | 1º             | Yurcak Field            | 5.000      | 1 (2009)       |
| Washington Freedom        | Boyds        | Maryland      | 4º             | Maryland SoccerPlex     | 5.126      | 0 (não possui) |

## Primeira fase

### Classificação
| Pos. | Equipe                    | Pts | J  | V  | E | D  | GP | GC | SG  |
| ---- | ------------------------- | --- | -- | -- | - | -- | -- | -- | --- |
| 1    | FC Gold Pride             | 53  | 24 | 16 | 5 | 3  | 46 | 19 | +27 |
| 2    | Boston Breakers           | 36  | 24 | 10 | 6 | 8  | 36 | 28 | +8  |
| 3    | Philadelphia Independence | 34  | 24 | 10 | 4 | 10 | 37 | 36 | +1  |
| 4    | Washington Freedom        | 31  | 24 | 8  | 7 | 9  | 33 | 33 | 0   |
| 5    | Sky Blue FC               | 28  | 24 | 7  | 7 | 10 | 20 | 31 | -11 |
| 6    | Chicago Red Stars         | 27  | 24 | 7  | 6 | 11 | 21 | 27 | -6  |
| 7    | Atlanta Beat              | 21  | 24 | 5  | 6 | 13 | 20 | 40 | -20 |

### Partidas
Todas as partidas estão no horário do leste dos Estados Unidos (ET) ou UTC-5.

## Fase final

### Tabela
|  | 1ª etapa                      | 1ª etapa                      | 1ª etapa |  |  | Super semifinal               | Super semifinal               | Super semifinal               |   |                   | Super final       | Super final | Super final |
|  |                               |                               |          |  |  |                               |                               |                               |   |                   |                   |             |             |
|  | (3) Philadelphia Independence | (3) Philadelphia Independence | 1        |  |  |                               |                               |                               |   |                   |                   |             |             |
|  | (4) Washington Freedom        | (4) Washington Freedom        | 0        |  |  | (2) Boston Breakers           | (2) Boston Breakers           | 1                             |   |                   |                   |             |             |
|  |                               |                               |          |  |  | (3) Philadelphia Independence | (3) Philadelphia Independence | 2                             |   |                   |                   |             |             |
|  |                               |                               |          |  |  |                               |                               |                               |   | (1) FC Gold Pride | (1) FC Gold Pride | 4           |             |
|  |                               |                               |          |  |  |                               | (3) Philadelphia Independence | (3) Philadelphia Independence | 0 |                   |                   |             |             |
|  |                               |                               |          |  |  |                               |                               |                               |   |                   |                   |             |             |
|  |                               |                               |          |  |  |                               |                               |                               |   |                   |                   |             |             |
|  |                               |                               |          |  |  |                               |                               |                               |   |                   |                   |             |             |
|  |                               |                               |          |  |  |                               |                               |                               |   |                   |                   |             |             |
|  |                               |                               |          |  |  |                               |                               |                               |   |                   |                   |             |             |

## Premiação
| Liga de futebol feminino dos Estados Unidos de 2010 |
| California                                          |
| --------------------------------------------------- |
| FC Gold Pride Campeã (1º títiulo)                   |

## Artilharia
| Lugar | Jogadora           | Club                               | G  | Min  |
| ----- | ------------------ | ---------------------------------- | -- | ---- |
| 1     | Marta              | FC Gold Pride                      | 19 | 2160 |
| 2     | Abby Wambach       | Washington Freedom                 | 13 | 1979 |
| 3     | Amy Rodriguez      | Philadelphia Independence          | 12 | 2001 |
| 4     | Kelly Smith        | Boston Breakers                    | 11 | 1711 |
| 5     | Christine Sinclair | FC Gold Pride                      | 10 | 2054 |
| 6     | Eniola Aluko       | Saint Louis Athletica/Atlanta Beat | 9  | 1608 |
| 7     | Ella Masar         | Chicago Red Stars                  | 8  | 1146 |
| 8     | Jordan Angeli      | Boston Breakers                    | 7  | 1457 |
| 9     | Tiffeny Milbrett   | FC Gold Pride                      | 6  | 1237 |
| 9     | Kelley O'Hara      | FC Gold Pride                      | 6  | 1445 |